# Corso Court
Corso Court je kancelářská budova postavená v roce 2015 v Praze - Karlíně podle návrhu Ricarda Bofilla (Taller de Arquitectura). Investorem a developerem byla společnost Skanska Commercial Development Europe.       
Současným majitelem je realitní fond Invesco Real Estate CEE, který ji koupil v roce 2015 za 55 mil EUR a dlouhodobě ji spravuje.      
K hlavním nájemcům budovy patří skupina Skanska a společnost Expedia. V přízemí se nachází restaurace Dvorek.      
Budova Corso Court získala po svém dokončení mezinárodní environmentální certifikát LEED Platinum.

## Popis
Corso Court navrhl katalánský architekt Ricardo Bofill. Budova má čtvercový půdorys a v jeho centru je velkorysé atrium, které zaujme zasedacími místnostmi visutými do prostoru.        
Budova je technicky pokročilá a má řadu technologií, které minimalizují její vliv na životní prostředí. Jde zejména o energetickou náročnost. Díky výkonnému obvodovému plášti, úspornému HVAC systému a úspornému LED osvětlení kontrolovanému sensory pohybu je spotřeba elektrické energie nižší až o 36 % ve srovnání se standardní budovou používanou v rámci LEED certifikace.      
Díky moderním technologiím má budova také nižší spotřebu pitné vody až o 30 %. Střecha Corso Court je zelená a budova má systém na zachytávání dešťových vod, které se používají k zavlažování komunitní zahrady za budovou. Střecha i zahrada jsou osázeny odolnými a suchomilnými rostlinami.      
Corso Court byl prvním z projektů v České republice, pro jehož výstavbu byla nakupována elektřina označována jako EKOenergy. Energie s certifikací kvality EKOenergy pochází z obnovitelných zdrojů a splňuje i další CSR kritéria, která se týkají ochrany životního prostředí a klimatu.      

## Ocenění
Budova Corso Court získala tato ocenění: 
- CIJ Awards – Best green development of the Year 2016

- CEE Quality Awards – Real Green 2016 (vyhlašováno ve Varšavě pro celý region)